# 卡拉阿
卡拉阿是巴西南大河州的一个市镇。总面积294.336平方公里，总人口7131人，人口密度24.2人/平方公里。